# Phoroncidia ryukyuensis
Phoroncidia ryukyuensis är en spindelart som beskrevs av Yoshida 1979. Phoroncidia ryukyuensis ingår i släktet Phoroncidia och familjen klotspindlar. Inga underarter finns listade i Catalogue of Life.